# Dinastía timúrida
La dinastía timúrida (en persa: تیموریان‎, en chagatai: تیموریان), autodenominada como Gurkani (en persa: گورکانیان, Gūrkāniyān, en chagatai: گورکانیان, Küregen), fue una dinastía musulmana sunita o un clan de origen turcomongol descendiente del conquistador Tamerlán. La palabra «Gurkani» deriva de «Gurkan», una forma perianizada de la palabra mongol «Kuragan» que significa «yerno». Este fue un título honorífico utilizado por la dinastía, ya que los timúridas eran yernos en el linaje de Gengis Kan, fundador del Imperio mongol, ya que Tamerlán se había casado con Saray Mulk Khanum, una descendiente directa de Gengis Kan. Los miembros de la dinastía timúrida surgieron con el renacimiento timúrida, y fueron fuertemente influenciados por la cultura persa y establecieron dos imperios importantes en la historia, el Imperio timúrida (1370-1507) con sede en Persia y Asia Central, y el Imperio mogol (1526-1857) con sede en el subcontinente indio.

## Orígenes
El origen de la dinastía timúrida se remonta a la confederación de tribus mongolas conocida como Barlas, que eran restos del ejército mongol original de Gengis Kan, fundador del Imperio mongol. Después de la conquista de Asia Central por parte de los mongoles, los Barlas se establecieron en lo que hoy es el sur de Kazajistán, desde Shymkent hasta Taraz y Almaty, que luego llegó a ser conocido por un tiempo como Mogolistán («Tierra de los mongoles», en persa) y se entremezclaron en un considerable grado con la población local de habla turca, de modo que en la época del reinado de Tamerlán, los Barlas se habían turquizado completamente en términos de lenguaje y hábitos.
Además, al adoptar el islam, los turcos y mongoles de Asia Central adoptaron la alta cultura literaria y persa que había dominado Asia Central desde los primeros días de la influencia islámica. La literatura persa jugó un papel decisivo en la asimilación de la élite timúrida a la cultura cortesana persa-islámica y la del islam

## Gobernantes

### Imperio timúrida
| Fechas | Fechas | Nombre        | Hijo de        |                                                    |
| ------ | ------ | ------------- | -------------- | -------------------------------------------------- |
| 1495   | 1499   | Masud Sultan  | Mahmud Sultan  | En lucha en Samarcanda.                            |
| 1495   | 1499   | Baysunghur II | Mahmud Sultan  | En lucha en Samarcanda.                            |
| 1498   | 1500   | Ali Sultan    | Mahmud Sultan  | En Samarcanda.                                     |
| 1506   | 1507   | Badi az-Zaman | Husayn Bayqara | En Herat. Muerto en 1517 en el exilio en Estambul. |

| Reinado   | Nombre personal                                           | Nombre titular                 | Notas |
| 1370-1405 | Tamerlán (Timur Beg Gurkani) تیمور بیگ گورکانی            | Emir امیر Timur Lang تیمور لنگ | Hijo de Taragaï, emir de Kesh. También conocido como Timur Lang, Emir Timur, fundador epónimo de la dinastía. Timur gobernó el Kanato de Chagatai con Suurgatmish como kan nominal seguido por el sultán Sultan Mahmud Khan. Él mismo adoptó el título árabe musulmán de Emir. En esencia, el Kanato se terminó y el Imperio timurida se estableció firmemente. |
| 1405-1407 | Pir Muhammad bin Jahangir Mirza پیر محمد بن جہانگیر میرزا | Emir امیر                      | Hijo de Djahangir, hijo mayor de Tamerlán, que murió en 1375. Gobernador de Afganistán oriental. Designado sucesor, fue asesinado en 1407. |
| 1405-1409 | Khalil Sultan bin Miran Shah خلیل سلطان بن میران شاہ      | Emir امیر                      | Hijo de Miran Shah, tercer hijo de Tamerlán y dobernador de Irak y de Azerbaiyán. Gobernante en Samarcanda. Depuesto por Shahruj, se convirtió en gobernador de Ray (1409-1411). |
| 1405-1447 | Shahrukh Mirza شاھرخ میرزا                                | Emir امیر                      | Cuarto hijo de Tamerlán. Gobernador de Jorasán (1405-1409). Guarda Herat como capital en lugar de Samarcanda. |
| 1447-1449 | Mirza Muhammad Tāraghay میرزا محمد طارق                   | Emir امیر Ulugh Beg الغ بیگ    | Hijo de Shahruj. Regreso a Samarcanda. |

| Transoxiana | Transoxiana                                        | Transoxiana | Jorasán/Herat/Fars/Iraq-e-Ajam | Jorasán/Herat/Fars/Iraq-e-Ajam | |
| 1449-1450   | Abd ul-Latif میرزا عبداللطیف Padarkush (parricida) | Tercer hijo de Ulugh Beg, encabezó una revuelta e hizo matar a su padre en 1449. Fue asesinado a su vez por Abd Allah en 1450. | ? 1449-1457 1447-1451 | * Ala al-Dawla Mirza علاء الدولہ میرزا بن بایسنقر ? - Abul-Qasim Babur Mirza (r. 1449-1457) میرزا ابوالقاسم بابر بن بایسنقر (hijo de Baysunghur I, con capital en Jorasán) - Sultan Muhammad (r. 1447-1451) سلطان محمد ابن بایسنقر | |
| 1450-1451   | Abdalá Mirza میرزا عبد اللہ                        | Hijo de Ibrahim Sultan ibn Shahrukh y nieto de Shahrukh Mirza | 1451-1457 | Abul-Qasim Babur Mirza میرزا ابوالقاسم بابر بن بایسنقر | |
|             |                                                    | | 1457 | Mirza Shah Mahmud میرزا شاہ محمود | |
|             |                                                    | | 1457-1459 | Ibrahim Sultan ابراھیم میرزا | |
| 1451-1469   | Abu Sa'id Mirza ابو سعید میرزا                     | Hijo de Muhammed Umar (a su vez hijo de Miran Shah). Reanuda el control de Jorasán en 1459. Aunque Abu Sa'id Mirza reunió la mayor parte del corazón de los timúridas en Asia Central con la ayuda del jefe uzbeko, Abul-Khayr Khan (abuelo de Muhammad Shayabani Khan), acordó dividir Irán con los turcomanos de las Ovejas Negras bajo Jahan Shah, pero los turcomanos de las Ovejas Blancas bajo Uzun Hassan derrotaron y mataron primero a Jahan Shah y luego a Abu Sa'id, tomando Azerbaiyán y el norte de Irak. Después de la muerte de Abu Sa'id sigue otra era de fragmentación y sus hijos dividieron Transoxiana en Samarcanda, Bujará, Hissar, Balkh, Kabul y Ferganá). | Hijo de Muhammed Umar (a su vez hijo de Miran Shah). Reanuda el control de Jorasán en 1459. Aunque Abu Sa'id Mirza reunió la mayor parte del corazón de los timúridas en Asia Central con la ayuda del jefe uzbeko, Abul-Khayr Khan (abuelo de Muhammad Shayabani Khan), acordó dividir Irán con los turcomanos de las Ovejas Negras bajo Jahan Shah, pero los turcomanos de las Ovejas Blancas bajo Uzun Hassan derrotaron y mataron primero a Jahan Shah y luego a Abu Sa'id, tomando Azerbaiyán y el norte de Irak. Después de la muerte de Abu Sa'id sigue otra era de fragmentación y sus hijos dividieron Transoxiana en Samarcanda, Bujará, Hissar, Balkh, Kabul y Ferganá). | Hijo de Muhammed Umar (a su vez hijo de Miran Shah). Reanuda el control de Jorasán en 1459. Aunque Abu Sa'id Mirza reunió la mayor parte del corazón de los timúridas en Asia Central con la ayuda del jefe uzbeko, Abul-Khayr Khan (abuelo de Muhammad Shayabani Khan), acordó dividir Irán con los turcomanos de las Ovejas Negras bajo Jahan Shah, pero los turcomanos de las Ovejas Blancas bajo Uzun Hassan derrotaron y mataron primero a Jahan Shah y luego a Abu Sa'id, tomando Azerbaiyán y el norte de Irak. Después de la muerte de Abu Sa'id sigue otra era de fragmentación y sus hijos dividieron Transoxiana en Samarcanda, Bujará, Hissar, Balkh, Kabul y Ferganá). | Hijo de Muhammed Umar (a su vez hijo de Miran Shah). Reanuda el control de Jorasán en 1459. Aunque Abu Sa'id Mirza reunió la mayor parte del corazón de los timúridas en Asia Central con la ayuda del jefe uzbeko, Abul-Khayr Khan (abuelo de Muhammad Shayabani Khan), acordó dividir Irán con los turcomanos de las Ovejas Negras bajo Jahan Shah, pero los turcomanos de las Ovejas Blancas bajo Uzun Hassan derrotaron y mataron primero a Jahan Shah y luego a Abu Sa'id, tomando Azerbaiyán y el norte de Irak. Después de la muerte de Abu Sa'id sigue otra era de fragmentación y sus hijos dividieron Transoxiana en Samarcanda, Bujará, Hissar, Balkh, Kabul y Ferganá). |

| Reinado | Samarcanda | Bujará | Hissar | Ferganá | Balkh | Kabul | Khurasan/Herat/Fars/Iraq-e-Ajam |
| 1469    | Ahmed Mirza (r. 1469-1494) سلطان احمد میرزا (hijo de Abu Said; capital en Samarcanda.) | Ahmed Mirza (r. 1469-1494) سلطان احمد میرزا (hijo de Abu Said; capital en Samarcanda.) | Ahmed Mirza (r. 1469-1494) سلطان احمد میرزا (hijo de Abu Said; capital en Samarcanda.) | Omar Cheikh II (r. 1469-1494) عمر شیخ میرزا ثانی (hijo de Abu Said) | Mahmud Mirza (r. 1469-1495) سلطان محمود میرزا (hijo de Abu Said) | Ulugh Beg Mirza II (r. 1469-1502) میرزا الغ بیگ | Husayn Bayqara (r. 1469, 1.º reinado) سلطان حسین میرزا بایقرا |
| 1470    | Ahmed Mirza (r. 1469-1494) سلطان احمد میرزا (hijo de Abu Said; capital en Samarcanda.) | Ahmed Mirza (r. 1469-1494) سلطان احمد میرزا (hijo de Abu Said; capital en Samarcanda.) | Ahmed Mirza (r. 1469-1494) سلطان احمد میرزا (hijo de Abu Said; capital en Samarcanda.) | Omar Cheikh II (r. 1469-1494) عمر شیخ میرزا ثانی (hijo de Abu Said) | Mahmud Mirza (r. 1469-1495) سلطان محمود میرزا (hijo de Abu Said) | Ulugh Beg Mirza II (r. 1469-1502) میرزا الغ بیگ | Yadigar Muhammad Mirza(r. 1470, 6 semanas) میرزا یادگار محمد |
| 1494    | Ahmed Mirza (r. 1469-1494) سلطان احمد میرزا (hijo de Abu Said; capital en Samarcanda.) | Ahmed Mirza (r. 1469-1494) سلطان احمد میرزا (hijo de Abu Said; capital en Samarcanda.) | Ahmed Mirza (r. 1469-1494) سلطان احمد میرزا (hijo de Abu Said; capital en Samarcanda.) | Zahir-ud-din Muhammad Babur (r. 1494-1497) ظہیر الدین محمد بابر | Mahmud Mirza (r. 1469-1495) سلطان محمود میرزا (hijo de Abu Said) | Ulugh Beg Mirza II (r. 1469-1502) میرزا الغ بیگ | Husayn Bayqara (r. 1470-1506, 2.º reinado) |
| 1495    | Mahmud Mirza (r. 1495-1497) بایسنقر میرزا بن محمود میرزا | Sultan Ali bin Mahmud Mirza سلطان علی بن محمود میرزا 1495-1500 | Sultan Masud Mirza bin Mahmud Mirza سلطان مسعود بن محمود میرزا 1495–? | Zahir-ud-din Muhammad Babur (r. 1494-1497) ظہیر الدین محمد بابر | Mahmud Mirza (r. 1469-1495) سلطان محمود میرزا (hijo de Abu Said) | Ulugh Beg Mirza II (r. 1469-1502) میرزا الغ بیگ | Husayn Bayqara (r. 1470-1506, 2.º reinado) |
| 1497    | Mahmud Mirza (r. 1495-1497) بایسنقر میرزا بن محمود میرزا | Sultan Ali bin Mahmud Mirza سلطان علی بن محمود میرزا 1495-1500 | Sultan Masud Mirza bin Mahmud Mirza سلطان مسعود بن محمود میرزا 1495–? | Jahangir Mirza II جہانگیر میرزا (títere del sultán Ahmed Tambol) 1497-? | Khusroe Shah خسرو شاہ (usurpador) ?-1503 | Ulugh Beg Mirza II (r. 1469-1502) میرزا الغ بیگ | Husayn Bayqara (r. 1470-1506, 2.º reinado) |
| 1500    | | Sultan Ali bin Mahmud Mirza سلطان علی بن محمود میرزا 1495-1500 | | | Khusroe Shah خسرو شاہ (usurpador) ?-1503 | Ulugh Beg Mirza II (r. 1469-1502) میرزا الغ بیگ | Husayn Bayqara (r. 1470-1506, 2.º reinado) |
| 1501    | Uzbecos bajo Muhammad Shayabak Khan (1500-1510) | Uzbecos bajo Muhammad Shayabak Khan (1500-1510) | Uzbecos bajo Muhammad Shayabak Khan (1500-1510) | | Khusroe Shah خسرو شاہ (usurpador) ?-1503 | Ulugh Beg Mirza II (r. 1469-1502) میرزا الغ بیگ | Husayn Bayqara (r. 1470-1506, 2.º reinado) |
| 1502    | Uzbecos bajo Muhammad Shayabak Khan (1500-1510) | Uzbecos bajo Muhammad Shayabak Khan (1500-1510) | Uzbecos bajo Muhammad Shayabak Khan (1500-1510) | | Khusroe Shah خسرو شاہ (usurpador) ?-1503 | Mukim Beg Arghun (usurpador, r. ?-1504) مقیم ارغون | Husayn Bayqara (r. 1470-1506, 2.º reinado) |
| 1503    | Uzbecos bajo Muhammad Shayabak Khan (1500-1510) | Uzbecos bajo Muhammad Shayabak Khan (1500-1510) | Uzbecos bajo Muhammad Shayabak Khan (1500-1510) | Uzbecos bajo Muhammad Shayabak Khan (1503-1510) | Babur (r. 1503-1504) | Mukim Beg Arghun (usurpador, r. ?-1504) مقیم ارغون | Husayn Bayqara (r. 1470-1506, 2.º reinado) |
| 1504    | Uzbecos bajo Muhammad Shayabak Khan (1500-1510) | Uzbecos bajo Muhammad Shayabak Khan (1500-1510) | Uzbecos bajo Muhammad Shayabak Khan (1500-1510) | Uzbecos bajo Muhammad Shayabak Khan (1503-1510) | Babur (r. 1503-1504) | Babur (r. 1504-1511) | Husayn Bayqara (r. 1470-1506, 2.º reinado) |
| 1505    | Uzbecos bajo Muhammad Shayabak Khan (1500-1510) | Uzbecos bajo Muhammad Shayabak Khan (1500-1510) | Uzbecos bajo Muhammad Shayabak Khan (1500-1510) | Uzbecos bajo Muhammad Shayabak Khan (1503-1510) | | Babur (r. 1504-1511) | Husayn Bayqara (r. 1470-1506, 2.º reinado) |
| 1506    | Uzbecos bajo Muhammad Shayabak Khan (1500-1510) | Uzbecos bajo Muhammad Shayabak Khan (1500-1510) | Uzbecos bajo Muhammad Shayabak Khan (1500-1510) | Uzbecos bajo Muhammad Shayabak Khan (1503-1510) | | Babur (r. 1504-1511) | Husayn Bayqara (r. 1470-1506, 2.º reinado) |
| 1507    | Uzbecos bajo Muhammad Shayabak Khan (1500-1510) | Uzbecos bajo Muhammad Shayabak Khan (1500-1510) | Uzbecos bajo Muhammad Shayabak Khan (1500-1510) | Uzbecos bajo Muhammad Shayabak Khan (1503-1510) | | Babur (r. 1504-1511) | Uzbecos bajo Muhammad Shayabak Khan Uzbek conquistan Herat en 1507 |
| 1511    | Babur (r. 1511-1512) (Hasta su conquista de la India, los dominios de Babur nunca fueron tan extensos como en este período. Al igual que su abuelo Abu Sa'id Mirza, logró unir el corazón de los Timuridas en Asia Central con la ayuda del sah de Irán, Ismail I.Sus dominios se extendían desde el mar Caspio y los montes Urales hasta los límites más lejanos de Ghazni y comprendió Kabul y Ghazni; Kunduz e Hissar; Samarcanda y Bujará; Ferganá; Taskent y Seiram) | Babur (r. 1511-1512) (Hasta su conquista de la India, los dominios de Babur nunca fueron tan extensos como en este período. Al igual que su abuelo Abu Sa'id Mirza, logró unir el corazón de los Timuridas en Asia Central con la ayuda del sah de Irán, Ismail I.Sus dominios se extendían desde el mar Caspio y los montes Urales hasta los límites más lejanos de Ghazni y comprendió Kabul y Ghazni; Kunduz e Hissar; Samarcanda y Bujará; Ferganá; Taskent y Seiram) | Babur (r. 1511-1512) (Hasta su conquista de la India, los dominios de Babur nunca fueron tan extensos como en este período. Al igual que su abuelo Abu Sa'id Mirza, logró unir el corazón de los Timuridas en Asia Central con la ayuda del sah de Irán, Ismail I.Sus dominios se extendían desde el mar Caspio y los montes Urales hasta los límites más lejanos de Ghazni y comprendió Kabul y Ghazni; Kunduz e Hissar; Samarcanda y Bujará; Ferganá; Taskent y Seiram) | Babur (r. 1511-1512) (Hasta su conquista de la India, los dominios de Babur nunca fueron tan extensos como en este período. Al igual que su abuelo Abu Sa'id Mirza, logró unir el corazón de los Timuridas en Asia Central con la ayuda del sah de Irán, Ismail I.Sus dominios se extendían desde el mar Caspio y los montes Urales hasta los límites más lejanos de Ghazni y comprendió Kabul y Ghazni; Kunduz e Hissar; Samarcanda y Bujará; Ferganá; Taskent y Seiram) | Babur (r. 1511-1512) (Hasta su conquista de la India, los dominios de Babur nunca fueron tan extensos como en este período. Al igual que su abuelo Abu Sa'id Mirza, logró unir el corazón de los Timuridas en Asia Central con la ayuda del sah de Irán, Ismail I.Sus dominios se extendían desde el mar Caspio y los montes Urales hasta los límites más lejanos de Ghazni y comprendió Kabul y Ghazni; Kunduz e Hissar; Samarcanda y Bujará; Ferganá; Taskent y Seiram) | Babur (r. 1511-1512) (Hasta su conquista de la India, los dominios de Babur nunca fueron tan extensos como en este período. Al igual que su abuelo Abu Sa'id Mirza, logró unir el corazón de los Timuridas en Asia Central con la ayuda del sah de Irán, Ismail I.Sus dominios se extendían desde el mar Caspio y los montes Urales hasta los límites más lejanos de Ghazni y comprendió Kabul y Ghazni; Kunduz e Hissar; Samarcanda y Bujará; Ferganá; Taskent y Seiram) | Babur (r. 1511-1512) (Hasta su conquista de la India, los dominios de Babur nunca fueron tan extensos como en este período. Al igual que su abuelo Abu Sa'id Mirza, logró unir el corazón de los Timuridas en Asia Central con la ayuda del sah de Irán, Ismail I.Sus dominios se extendían desde el mar Caspio y los montes Urales hasta los límites más lejanos de Ghazni y comprendió Kabul y Ghazni; Kunduz e Hissar; Samarcanda y Bujará; Ferganá; Taskent y Seiram) |
| 1512    | Uzbecos bajo Ubaydullah Sultan عبید اللہ سلطان reconquistaron Transoxiana y Balkh en 1512 | Uzbecos bajo Ubaydullah Sultan عبید اللہ سلطان reconquistaron Transoxiana y Balkh en 1512 | Uzbecos bajo Ubaydullah Sultan عبید اللہ سلطان reconquistaron Transoxiana y Balkh en 1512 | Uzbecos bajo Ubaydullah Sultan عبید اللہ سلطان reconquistaron Transoxiana y Balkh en 1512 | Uzbecos bajo Ubaydullah Sultan عبید اللہ سلطان reconquistaron Transoxiana y Balkh en 1512 | Babur (r. 1512-1530) | |
| 1530    | Uzbecos bajo Ubaydullah Sultan عبید اللہ سلطان reconquistaron Transoxiana y Balkh en 1512 | Uzbecos bajo Ubaydullah Sultan عبید اللہ سلطان reconquistaron Transoxiana y Balkh en 1512 | Uzbecos bajo Ubaydullah Sultan عبید اللہ سلطان reconquistaron Transoxiana y Balkh en 1512 | Uzbecos bajo Ubaydullah Sultan عبید اللہ سلطان reconquistaron Transoxiana y Balkh en 1512 | Uzbecos bajo Ubaydullah Sultan عبید اللہ سلطان reconquistaron Transoxiana y Balkh en 1512 | Babur (r. 1512-1530) | |
|         | El Imperio timúrida en Asia Central se extingue bajo el kanato de Bujará de los uzbecos de la dinastía de los shaybánidas. Sin embargo, la dinastía Timúrida avanza para conquistar la India bajo el liderazgo de Zahir-ud-din Muhammad Babur en 1526 y establecer la dinastía Timúrida de la India. | | | | | | |

### Imperio mogol
| Retrato | Monarca                           | Nombre                                                                                 | Reinado                                                                                | Nacimiento                                   | Muerte                                                    | Notas |
| ------- | --------------------------------- | -------------------------------------------------------------------------------------- | -------------------------------------------------------------------------------------- | -------------------------------------------- | --------------------------------------------------------- | --- |
|         | Bābur بابر                        | Zahir-ud-din Muhammad ظہیر الدین محمد                                                  | 20 de abril de 1526 -26 de diciembre de 1530                                           | 14 de febrero de 1483 Andiyán (Uzbekistán)   | 26 de diciembre de 1530 (47 años) Agra (India)            | Fundó el Imperio |
|         | Humayun ہمایوں                    | Nasir-ud-din Muhammad Humayun نصیر الدین محمد ہمایوں                                   | 26 de diciembre de 1530 - 17 de mayo de 1540 22 de febrero de 1555-27 de enero de 1556 | 6 de marzo de 1508 Kabul                     | 27 de enero de 1556 (47 años) Delhi                       | Humayun fue derrocado en 1540 por Sher Shah Suri del imperio suri, pero regresó al trono en 1555 después de la muerte de Islam Shah Suri (hijo y sucesor de Sher Shah Suri). |
|         | Akbar-i-Azam اکبر اعظم            | Jalal-ud-din Muhammad جلال الدین محمد اکبر                                             | 11 de febrero de 1556 - 27 de octubre de 1605                                          | 15 de octubre de 1542 Umerkot, Pakistán      | 27 de octubre de 1605 (63 años) Agra                      | Su madre, Hamida Banu Begum, era persa. |
|         | Jahangir جہانگیر                  | Nur-ud-din Muhammad Salim نور الدین محمد سلیم                                          | 3 de noviembre de 1605 - 28 de octubre de 1627                                         | 31 de agosto de 1569 Agra                    | 28 de octubre de 1627 (58 años) Jammu y Cachemira, India  | Su madre, Mariam-uz-Zamani, era una princesa rajput. |
|         | Shahryar شہریار                   | Salef-ud-din Mohammed Shahryar سلف الدین محمد شہریار                                   | 7 de noviembre de 1627-19 de enero de 1628                                             | 16 de enero de 1605 Agra                     | 23 de enero de 1628 (23 años) Lahore                      | Hijo menor de Jahangir. Después de la muerte de Jahangir, Shahryar intentó convertirse en emperador y tuvo éxito con la ayuda de su poderosa madrastra Nur Jehan, que también era su suegra. Sin embargo, solo fue titular y sufrió la derrota y fue asesinado a las órdenes de su victorioso hermano Shah Jahan.                                                                                          |
|         | Shah-Jahan شاہ جہان               | Shahab-ud-din Muhammad Khurram شہاب الدین محمد خرم                                     | 19 de enero de 1628 - 31 de julio de 1658                                              | 5 de enero de 1592 Lahore                    | 22 de enero de 1666 (74 años) Agra                        | Bajo su reinado, el Imperio mogol alcanzó la cima de su gloria cultural. Aunque era un comandante militar capaz, Shah Jahan es recordado por sus logros arquitectónicos. Su reinado marcó el comienzo de la edad de oro de la arquitectura mogola. Shah Jahan encargó muchos monumentos, el más conocido de los cuales es el Taj Mahal en Agra, en el que está sepultada su esposa favorita, Mumtaz Mahal. |
|         | Alamgir I عالمگیر                 | Muhy-ud-din Muhammad Aurangzeb محی الدین محمداورنگزیب                                  | 31 de julio de 1658 - 3 de marzo de 1707                                               | 4 de noviembre de 1618 Guyarat               | 3 de marzo de 1707 (88 años) Ahmednagar, India            | Su madre era persa Mumtaz Mahal. Estaba casado con la princesa Dilras Banu Begum de la dinastía Safávida. Estableció la ley islámica en toda la India. Después de su muerte, su hijo menor Azam Shah se convirtió en rey (durante 3 meses). |
|         | Muhammad Azam Shah محمد اعظم شاہ  | Qutb-ud-Din Muhammad Azam قطب الدين محمد اعظم                                          | 14 de marzo de 1707 - 8 de junio de 1707                                               | 28 de junio de 1653 Burhanpur, India         | 8 de junio de 1707 (53 años) Jajau, cerca de Agra, India  | Fue brevemente emperador, reinando durante 3 meses. Era el hijo mayor de Aurangzeb y su principal consorte era Dilras Banu Begum. |
|         | Bahadur Shah بہادر شاہ            | Qutb-ud-Din Muhammad Mu'azzam Shah Alam قطب الدین محمد معزام                           | 19 de junio de 1707 - 27 de febrero de 1712                                            | 14 de octubre de 1643 Burhanpur              | 27 de febrero de 1712 (68 años) Lahore                    | Hizo asentamientos con los marathas, apaciguó a los rajputs y pactó con los sikhs en el Punjab. |
|         | Jahandar Shah جہاندار شاہ         | Mu'izz-ud-Din Jahandar Shah Bahadur معز الدین جہاندار شاہ بہادر                        | 27 de febrero de 1712 - 11 de febrero de 1713                                          | 9 de mayo de 1661 Decán, India               | 12 de febrero de 1713 (51 años) Delhi                     | Muy influido por su gran visir Zulfikar Khan. |
|         | Farrukhsiyar فرخ سیر              | Farrukhsiyar فرخ سیر                                                                   | 11 de enero de 1713 - 28 de febrero de 1719                                            | 20 de agosto de 1685 Aurangabad, Maharashtra | 19 de abril de 1719 (33 años) Delhi                       | Otorgó un firmán a la Compañía Británica de las Indias Orientales en 1717, concediendo a la compañía derechos comerciales libres de impuestos para Bengala, y fortificando sus puestos en la costa este. El decreto permitió a la Compañía Británica de las Indias Orientales importar mercancías a Bengala sin pagar derechos de aduana al gobierno.                                                      |
|         | Rafi ud-Darajat رفیع الدرجات      | Rafi ud-Darajat رفیع الدرجات                                                           | 28 de febrero - 6 de junio de 1719                                                     | 1 de diciembre de 1699                       | 6 de junio de 1719 (19 años) Agra                         | Auge de los hermanos Syed como poderosos agentes. |
|         | Shah Jahan II شاہ جہان دوم        | Rafi ud-Daulah شاہ جہاں دوم                                                            | 6 de junio de 1719 - 17 de septiembre de 1719                                          | junio de 1696                                | 18 de septiembre de 1719 (23 años) Agra                   | Sucedió a Rafi ud-Darajat después de ser elegido por los hermanos Sayyid. |
|         | Muhammad Shah محمد شاہ            | Roshan Akhtar Bahadur روشن اختر بہادر                                                  | 27 de septiembre de 1719 - 26 de abril de 1748                                         | 7 de agosto de 1702 Gazni, Afghanistán       | 26 de abril de 1748 (45 años) Delhi                       | Se deshizo de los hermanos Syed. Sostuvo una larga guerra con los marathas, perdiendo el Decán y Malwa en el proceso. Sufrió la invasión de Nader Shah de Persia en 1739. Fue el último emperador en poseer un control efectivo sobre el imperio. |
|         | Ahmad Shah Bahadur احمد شاہ بہادر | Ahmad Shah Bahadur احمد شاہ بہادر                                                      | 29 de abril de 1748 - 2 de junio de 1754                                               | 23 de diciembre de 1725 Delhi                | 1 de enero de 1775 (49 años) Delhi                        | Las fuerzas mogolas fueron derrotadas por los marathas en la batalla de Sikandarabad. |
|         | Alamgir II عالمگیر دوم            | Aziz-ud-din عزیز اُلدین                                                                 | 3 de junio de 1754 - 29 de noviembre de 1759                                           | 6 de junio de 1699 Burhanpur                 | 29 de noviembre de 1759 (60 años) Kotla Fateh Shah, India | Dominación del visir Imad-ul-Mulk. |
|         | Shah Jahan III شاہ جہان سوم       | Muhi-ul-millat محی اُلملت                                                               | 10 de diciembre de 1759 – 10 de octubre de 1760                                        | 1711                                         | 1772 (60–61 años)                                         | Consolidación del poder por parte de los nawab de Bengala-Bihar-Odisha. |
|         | Shah Alam II شاہ عالم دوم         | Ali Gauhar علی گوہر                                                                    | 10 de octubre de 1760 - 31 de julio de 1788                                            | 25 de junio de 1728 Delhi                    | 19 de noviembre de 1806 (78 años) Delhi                   | Derrota en la batalla de Buxar. |
|         | Jahan Shah IV جہان شاه چہارم      | Bidar Bakht Mahmud Shah Bahadur Jahan Shah بیدار بخت محمود شاه بهادر جہان شاہ          | 31 de julio de 1788 - 11 de octubre de 1788                                            | 1749 Delhi                                   | 1790 (de 40 a 41 años) Delhi                              | Entronizado como un emperador títere por el rohilla Ghulam Kadir, tras el derrocamiento temporal de Alam II. |
|         | Shah Alam II شاہ عالم دوم         | Ali Gauhar علی گوہر                                                                    | 16 de octubre de 1788 - 19 de noviembre de 1806                                        | 25 de junio de 1728 Delhi                    | 19 de noviembre de 1806 (78 años) Delhi                   | Segundo reinado. |
|         | Akbar Shah II اکبر شاہ دوم        | Mirza Akbar میرزا اکبر                                                                 | 19 de noviembre de 1806 - 28 de septiembre de 1837                                     | 22 de abril de 1760 Mukundpur, India         | 28 de septiembre de 1837 (77 años) Delhi                  | Títere bajo la protección británica. |
|         | Bahadur Shah II بہادر شاہ دوم     | Abu Zafar Sirajuddin Muhammad Bahadur Shah Zafar ابو ظفر سراج اُلدین محمد بہادر شاہ ظفر | 28 de septiembre de 1837 - 21 de septiembre de 1857                                    | 24 de octubre de 1775 Delhi                  | 7 de noviembre de 1862 (87 años) Rangún                   | Último emperador mogol. Depuesto por los británicos, se exilió a Burma después de la rebelión de la India de 1857. |